# 17 minutter Grønland
17 minutter Grønland er en dansk dokumentarfilm fra 1967 instrueret af Jørgen Roos efter manuskript af Palle Koch.

## Handling
Hvor ligger Grønland? Hvordan ser landet egentlig ud? Hvem bor der? Hvordan er tilværelsen der? Disse og lignende spørgsmål søger filmen at give svar på ved at skildre liv og natur rundt omkring i Grønland i dag, i vestkystens udviklingsbyer, på østkystens mindre udviklede bopladser og på den store Thule-base helt i nord. Filmen skulle derved bidrage til at placere og definere Grønland på verdenskortet og i bevidstheden hos udlændinge og danskere.